# Astrogeologia

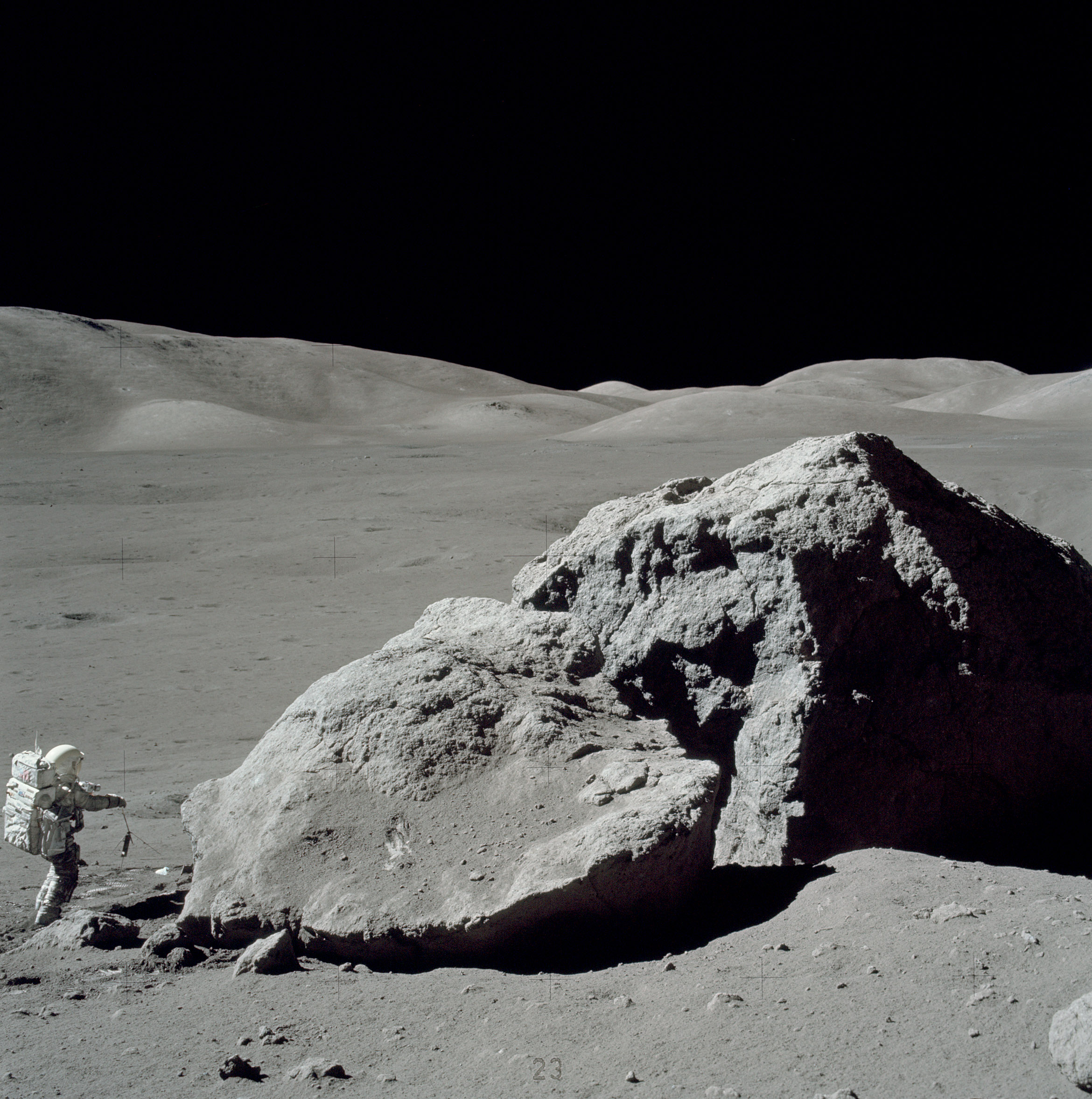
El geòleg planetari i astronauta de la NASA Harrison H Schmitt recollint mostres lunars durant la missió Apollo 17 a principis de desembre de 1972

L'astrogeologia, també anomenada geologia planetària o exogeologia, és una disciplina de les ciències planetàries que tracta de la geologia dels cossos celestials, com ara els planetes i les seves llunes, asteroides, cometes i meteorits. Encara que el prefix geo- sol indicar temes relacionats amb la Terra, s'utilitza el terme geologia per motius històrics i de conveniència. L'estudi de les roques es va originar a la Terra. Per això les investigacions de l'astrogeologia estàn estretament lligades amb la geologia terrestre.
L'estudi de l'astrogeologia comprèn aspectes com la determinació de l'estructura interna dels planetes tel·lúrics, i també examina el vulcanisme planetari i els processos superficials com els cràters d’impacte, els processos fluvials i eòlics. També s'examinen les estructures dels planetes gegants i les seves llunes, així com la composició dels cossos menors del sistema solar, com ara els asteroides, el cinturó de Kuiper i els cometes.

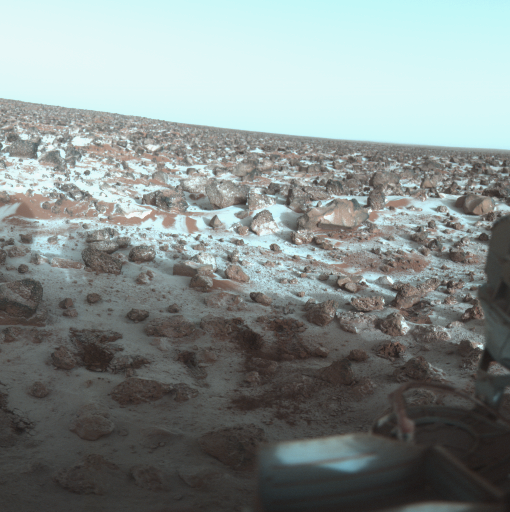
Superfície de Mart en una fotografia en fals color del lander Viking 2 el 9 de desembre de 1977.

## Història de l'astrogeologia
S'atribueix a Eugene Shoemaker l’aportació de principis geològics a la cartografia planetària i la creació de la branca de la ciència planetària a principis dels anys seixanta, l'Astrogeology Research Program, dins el Servei Geològic dels Estats Units. Va fer importants contribucions de camp en l'estudi dels cràters d'impacte, la selenografia (estudi de la topografia lunar), els asteroides i els cometes.
Avui en dia moltes institucions estan interessades per l'estudi i la difusió de les ciències planetàries i la geologia planetària. El Visitor Center del Barringer Meteor Crater, prop de Winslow, Arizona, inclou un museu de geologia planetària.
Els principals centres d’investigació en ciències planetàries son el Lunar and Planetary Institute, l'Applied Physics Laboratory, el Planetary Science Institute, el Jet Propulsion Laboratory, el Southwest Research Institute i el Johnson Space Center. A més, diverses universitats duen a terme extenses investigacions en ciències planetàries, com la Montana State University, la Universitat de Brown, la Universitat d'Arizona, Caltech (Institut Tecnològic de Califòrnia), la University of Colorado, la Universitat de Michigan Occidental, el MIT i la Universitat de Washington a St. Louis.

## Instruments
Hi ha diversos instruments habituals en astrogeologia: eines com martells, pales, raspalls, etc., que sovint són utilitzats pels geòlegs planetaris. Juntament amb aquestes eines comunes, els geòlegs planetaris utilitzen tecnologies avançades. Els científics també utilitzen mapes i imatges que els telescopis de la Terra (telescopi de trenta metres) i els observatoris espacials (Hubble) prenen de diferents cossos planetaris. Els mapes i les imatges s'emmagatzemen al NASA Planetary Data System, on eines com el Planetary Image Atlas ajuden a buscar determinats elements, com ara característiques geològiques, muntanyes, barrancs i cràters.

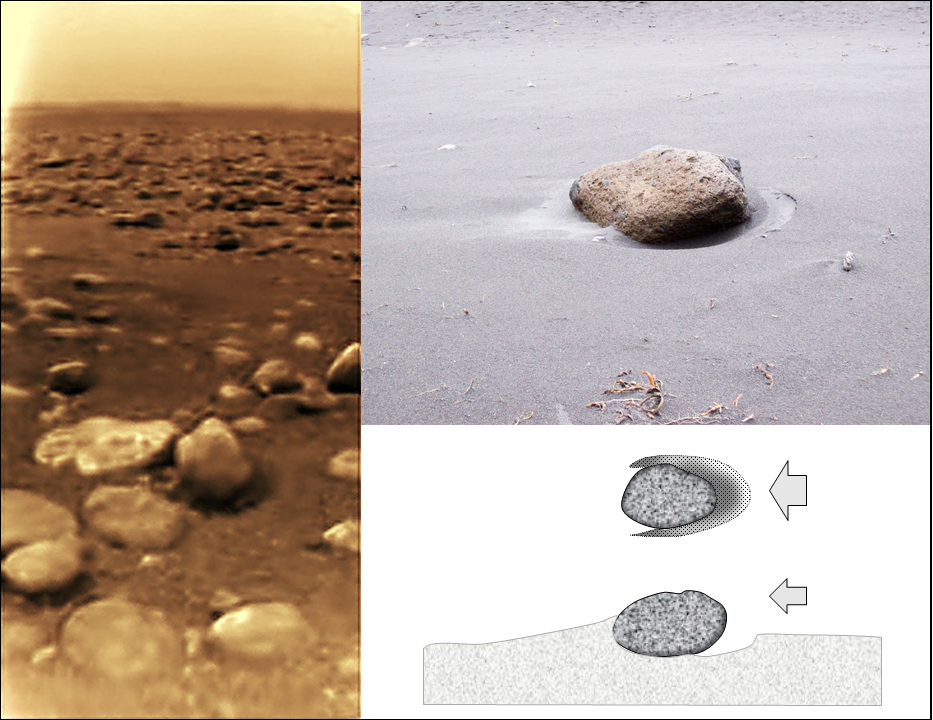
Imatge in situ de l'ESA Huygens des de la superfície de Tità: l'única imatge de la superfície d'un cos més llunyà que Mart. Mides relacionades amb pedres terrestres.

## Característiques i terminologia
La geologia planetària utilitza una gran varietat de noms estandarditzats per descriure les característiques dels planetes. Tots els noms de característiques planetàries reconeguts per la Unió Astronòmica Internacional combinen un d’aquests noms amb un nom identificatiu possiblement únic. Les convencions que decideixen el nom més precís depenen de quin cos planetari es troba, però els descriptors estàndard són generalment comuns a tots els cossos planetaris astronòmics. Alguns noms tenen una llarga història, però el grup de treball de la UAI per a la nomenclatura del sistema planetari n'ha de reconèixer de nous, ja que les funcions estan mapades i descrites per les noves missions planetàries. Això vol dir que, en alguns casos, els noms poden canviar a mesura que es disposi d'imatges noves o, en altres casos, els noms informals àmpliament adoptats canvien d'acord amb les regles. Els noms estàndard es trien per a evitar conscientment interpretar la causa subjacent de la característica i per a descriure només la seva aparença.